# 三碲代亚砷酸钾
三碲代亚砷酸钾是一种无机化合物，化学式为K3AsTe3。

## 制备
三碲代亚砷酸钾由化学计量比的单质在真空中于640℃化合而成：
3 K + 3 Te + As → K3AsTe3